# Negativna otpornost
Negativna otpornost je svojstvo nekih elektronskih kola da se struja kroz jedan port i napon na njemu menjaju u suprotnim smerovima. Ovo je u suprotnosti sa običnim omskim otpornicima, kod kojih se struja i napon menjaju u istom smeru pri istim okolnostima. Negativni otpornici su teorijske i ne postoje kao diskretne komponente. Međutim neke vrste dioda mogu, u jednom delu svog operativnog opsega, da izražavaju ovo svojstvo. Slično tome, neka halogena stakla, organski poluprovodnici i provodni polimeri imaju režim rada u kojem strujno-naponska karakteristika ima negativan nagib, što je ekvivalentno negativnoj otpornosti.

## Osobine
Za tipični Omski otpornik, na IU dijagramu kriva će imati pozitivan nagib. Slika prikazuje teorijski idealnu negativnu otpornost. To matematički predstavljamo na sledeći način:
{\displaystyle {\mathit {R}}={\frac {dv}{di}}<0}
Da bi se pojavila negativna otpornost u kolu moraju biti prisutne aktivne komponente, koje pružaju izvor energije. To je zato što struja kroz  negativnu otpornost predstavlja izvor energije, dok struja kroz pozitivan otpornik odgovara utrošku energije. Na otporniku se stvara napon koji je, po Omovom zakonu, proporcionalan struji kroz njega. Strujno-naponska karakteristika (IU kriva) idealne negativne otpornosti ima negativan nagib i prolazi kroz koordinatni početak (kriva ulazi samo u II i IV kvadrant ako se energija predaje kolu.) Ovo se moše uporediti sa uređajima kao što su tunelne diode, gde deo IU krive sa negativnim nagibom ne prolazi kroz koordinatni početak. Tunelne diode i GUNN diode ispoljavaju negativnu otpornost u IV kvadrantu IU krive. One su nelinearni uređaji.

## Istorija
U ranim istraživanjima uočeno je da uređaji za stvaranje električnog luka, i neki uređaji sa vakuumskim cevima (kao na primer dinatron) izražavaju osobine diferencijalne negativne otpornosti. Praktični i ekonomični uređaji su dostupni samo sa SSD tehnologijom. Tipičan predstavnik kola sa negativnom impendansom - konvertor negativne impedanse - je delo Džon G Linvila (1953), a za vrlo popularan element sa negativnim diferencijalnim otporom-tunelsku diodu-zaslužan je Leo Esaki (1958).

## Realizacija negativne otpornosti

### Električni luk
Električni luk predstavlja stabilno električno pražnjenje, odnosno usmereno kretanje elektrona kroz jonizovan gas. Luk  se javlja između elektroda i kao posledica toga stvaraju se veoma visoke temperature, koje mogu da tope većinu materijala.
Električni luk ima nelinearnu strujno naponsku karakteristiku. Kad se jednom luk javi zbog npr. kratkotrajnog spajanja dve elektrode, pa njihovog razdvajanja, veća struja rezultuje u smanjenju napona između krajeva luka. Zbog ovog efekta negativne otpornosti potrebno je u kolu imati i neku pozitivnu impedansu, kako bi se održao stabilan električni luk. Ovo svojstvo je razlog sto su nekontrolisani električni lukovi u aparatima vrlo štetni, jer jednom pokrenut luk povlači sve više i više struje iz izvora fiksnog napajanja, sve dok aparat ne bude uništen.

### Diode
Tunelska dioda predstavlja PN spoj u kome su P i N oblasti dopirane visokom koncentracijom primesa. Iz uslova jakog dopiranja zaključujemo da se Fermijev nivo nalazi u provodnoj zoni  oblasti i valentnoj zoni  oblasti, što znači da je koncentracija elektrona i šupljina u tim delovima diode vrlo visoka, i da je osiromašeni sloj koji razdvaja N i P oblasti veoma uzak (< 10 nm). To ima za posledicu da su elektroni koji se nalaze na dnu provodne zone N oblasti energetski izjednačeni sa šupljinama u valentnoj zoni  oblasti. Druga posledica je to da je širina prostora između N i P oblasti uporediva sa talasnom dužinom elektrona, zbog čega elektroni tuneluju kroz barijeru osiromašenog sloja. Bez polarizacije, dioda se nalazi u termičkoj ravnoteži. Kada se dioda direktno polariše, elektroni se kreću iz N u P oblast zbog čega struja kroz diodu raste sa naponom. Međutim, ukoliko direktna polarizacija nastavi da se povećava, pri određenom naponu struja počinje da opada, jer se smanjuje energetsko preklapanje provodne zone u  oblasti i valentne zone u  oblasti. Kada energetsko preklapanje zona potpuno iščezne, tunelska struja je jednaka nuli, a kroz komponentu teče normalna diodna struja. Nju čine elektroni (i šupljine) koji su energetski sposobni da idu iznad barijere osiromašenog sloja. Sve ovo objašnjava N oblik IU krive tunelske diode.
GUNN dioda, poznata kao i engl. Transferred electronic device (TED), je tip diode koja se koristi u visoko-frekventnoj elektronici. Neobično je to da se sastoji samo iz N-dopiranog poluprovodičkog materijala. U njoj razlikujemo tri regiona: dve jako dopirane N oblasti, između kojih je tanki, slabo dopirani sloj. Kad se dioda izlozi naponu, jačina električnog polja će biti najveća u srednjem sloju. Poteći će struja koja će biti srazmerna primenjenom naponu. Na kraju, za velike vrednosti električnog polja, osobine srednjeg sloja će biti izmenjene- povečaće se njegova otpornost, i smanjiti gradijent polja u njemu, što sprečava dalje provođenje, pa struja počinje da opada. U praksi to predstavlja region negativne diferencijalne otpornosti. Kao i tunel dioda i ova vrsta diode ima IU karakteristiku N-oblika.

### Operacioni pojačavači
Na slici je prikazana realizacija konvertora negativne impedanse, uz korištenje operacionog pojačavača. Dva otpornika R1 i operacioni pojačavač čine negativnu povratnu spregu neinvertujućeg pojačanja A=2. U slučaju da je Z=R, ulazna otpornost (uz pretpostavku da je operacioni pojačavač idealan) je data:
{\displaystyle {\mathit {R_{in}}}={\frac {v}{i}}={\mathit {-R}}}
Ovo kolo spojeno u nekoj drugoj mreži može služiti kao “negativni otpornik”.
Generalno, impedansu Z možemo podesiti tako da kolo predstavlja “negativni induktivitet” ili “negativni kapacitet”.	

### Oscilatori
Svi oscilatori sa negativnom povratnom spregom mogu da ispoljavaju osobine negativne otpornosti, što može biti utvrđeno  prekidanjem negativne povratne sprege i ispitivanjem ulazne impedanse. Takvih je mnogo, uključujući Dinatron oscilator, Kolpitov, Hartlijev oscilator, Vienov most-oscilator, i neke vrste relaksacionih oscilatora.

## Praktična primena

### Pojačavači
Uređaji koji ispoljavaju negativnu otpornost mogu se koristiti za pojačanje signala, i to je veoma korisna tehnika kad su u pitanju mikrotalane frekvencije. Takvi uređaji se ne ponašaju kao čiste negativne otpornosti (kod tunelske diode prisutna je velika paralelna kapacitivnost) i neophodan je određeni filter. Reaktivna komponenta ekvivalentnog kola tog uređaja može biti odstranjena filtrom propusnikom opsega učestalosti. Izlaz iz ovog sklopa se dovodi na jedan od tri kraja cirkulatora. Druga dva kraja predstavljaju ulaz i izlaz pojačavača sa smerom cirkulacije prikazanim na slici.
Ako uzmemo da je  koeficijenti refleksije na dva kraja iz filtara su dati formulama:
{\displaystyle \Gamma _{1}={\frac {Z_{1}-R_{0}}{Z_{1}+R_{0}}}}  i, {\displaystyle \Gamma _{2}={\frac {Z_{2}-R_{1}}{Z_{2}+R_{1}}}}
Posto filtar nema otpornih elemenata, nema ni gubitaka, pa intenziteti ovih koeficijenata moraju biti isti:
{\displaystyle \left|\Gamma _{1}\right|=\left|\Gamma _{2}\right|}
Snaga koja ulazi u cirkulator usmerena je na filter, reflektovana je na njegov ulaz, pa na izlaz, nakon čega jedan njen deo konačno dolazi do potrošača. Ovaj dio je:
{\displaystyle {\frac {P_{\mbox{out}}}{P_{\mbox{in}}}}=\left|\Gamma _{1}\right|^{2}}
Za dobro odabran filtar, koeficijenti refleksije su veoma mali u propusnom opsegu, pa vrlo malo snage dođe do potrošača.
S druge strane ako je R0 < 0, tj :
{\displaystyle R_{0}'=-R_{0}\,\!}
sledi da je:
{\displaystyle \Gamma _{1}'={\frac {Z_{1}+R_{0}}{Z_{1}-R_{0}}}}   i,
{\displaystyle \left|\Gamma _{1}'\right|=\left|\Gamma _{2}'\right|={\frac {1}{\left|\Gamma _{1}\right|}}}
Sad su koeficijenti jako veliki pa do potrošača dolazi snaga veća od one koja je uneta u ovaj sklop. Dakle, krajnji rezultat spajanja jednog kraja cirkulatora sa negativnom otpornošću je pojačanje između preostala dva kraja.

### Dinatron
Dinatron sa vakuumskim cevima izumeo je Albert Hal (1918). Sastoji se iz tri elektrode: termičke katode, šuplje (izbušene) anode i dopunske anode ili ploče, a njegova IU kriva ima region u kom se izlažu svojstva negativne otpornosti. Zapravo, napon dopunske anode je niži pozitivni napon nego napon izbušene anode. Sekundarna emisija elektrona sa dopunske anode čini da se dinatron ponaša kao negativan otpornik, i zbog toga je pogodan za generisanje oscilacija u širokom opsegu frekvencija. Pored ovoga može da služi i kao pojačavač.

### Mikseri i konvertori frekvencije
Visokonelinearna karakteristika tunel dioda čini ih korisnim u izgradnji uređaja za mešanje frekvencija, koji na osnovu dva signala sa određenim frekvencijama daju signal neke nove frekvencije. 

### Poništavanje impedanse
Nagativna otpornost se može koristiti za poništavanje pozitivne impedanse, kod na primer naponskog ili strujnog izvora. U naponskom izvoru eliminiše se unutrašnja otpornost, dok u strujnom izvoru unutrašnju otpornost čini beskonačno velikom. Ova tehnika se koristi u telefoniji, i u kolima kao što su Hovlandovo kolo sa strujnim izvorom i Debujov integrator.

## Literatura
- Negatron yields real natural frequency, Aleksandr Belousov, USA, EDN, 08/1993 (practical application of the equivalent Negatron circuit related to Instrumentation and Measurement knowledge domain)
- E.W. Herold, "Negative Resistance and Devices for Obtaining It," Proceedings of the Institute of Radio Engineers, Volume 23, Number 10, October 1935.}-